# Trójca (Zawichost)
Trójca – dawniej samodzielna miejscowość, od 1954 w granicach miasta Zawichost.

## Historia
Osada powstała we wczesnym średniowieczu, nie wcześniej niż w połowie X wieku, w XI i XII w. był to znaczący w skali regionalnej ośrodek targowy, co zawdzięczał położeniu na skrzyżowaniu dwóch ważnych środkowoeuropejskich szlaków handlowych: z Kijowa do Europy Zachodniej oraz znad Zatoki Gdańskiej do Włoch i na Węgry. W XIII w. jej znaczenie mocno się zmniejszyło, na rzecz Zawichostu. Od połowy XVI w. występowała jako samodzielna osada.
Trójca w latach 1867–1954 należała do gminy Czyżów Szlachecki w powiecie opatowskim w guberni kieleckiej. W II RP przynależały do woj. kieleckiego, gdzie 2 listopada 1933 weszła w skład gromady o nazwie Trójca w gminie Czyżów Szlachecki, składającej się z kolonii Piotrowice, folwarku Piotrowice, wsi Trójca, osady Trójca i folwarku Trójca.
Podczas II wojny światowej włączona do Generalnego Gubernatorstwa (dystrykt radomski, powiat opatowski), nadal jako gromada w gminie Czyżów Szlachecki, licząca 216 mieszkańców.
Po wojnie w województwa kieleckim, jako jedna z 18 gromad gminy Czyżów Szlachecki w powiecie opatowskim.
29 września 1954 Trójcę wyłączono z gminy Czyżów Szlachecki i włączono do Zawichostu w powiecie sandomierskim.

## Zabytki
Kościół pw. Świętej Trójcy wzmiankowano u schyłku XII w. w związku z przypisaniem go do archidiakonatu zawichostowskiego. Obecny kościół ma najstarsze mury powstałe w I poł. XIII w., wzniesione w stylu romańskim.  Prezbiterium i zakrystia pochodzą z XVII w. Rozbudowy nawy dokonano w 1739–1742. Przy świątyni znajduje się dzwonnica drewniana z XVIII w. Na miejscowym cmentarzu rzymskokatolickim grób rodzinny Romana Cichowskiego (epitafium w kościele).

## Znaleziska archeologiczne
- W 1930 r. znaleziono na polu leżącym kilkadziesiąt metrów od miejscowego kościoła skarb monet srebrnych. Ponieważ do odkrycia doszło przypadkowo, w trakcie prac rolnych, archeolodzy nie zostali powiadomieni, a monety zebrali mieszkańcy, to archeologiczny kontekst znaleziska i wielkość skarbu nie są ustalone. Rok później odzyskano część znaleziska, głównie dzięki działaniom policji i pracownikowi warszawskiego Państwowego Muzeum Archeologicznego Stefana Krukowskiego. Okazy te, obejmujące ponad 340 monet i kawałki dwóch naczyń przekazano w/w muzeum. W latach 30. XX w. tuż koło miejsca poprzedniego znaleziska właściciel pola wydobył kolejne naczynie ze skarbem, obejmującym prawie 500 srebrnych monet, ponad 40 ich fragmentów i 7 placków srebra. W 1937 sprzedał ten zespół zabytków Muzeum Archeologicznemu w Warszawie. Oba znaleziska w muzeum wymieszano i w roku 1960 opisano wyniki ich badań, ustalając że w zespole monet dominują denary krzyżowe z Saksonii, są też numizmaty z innych rejonów Niemiec i z Węgier. Najmłodsza moneta pochodzi z okresu 1063-1074, a ukrycie skarbu szacuje się na ostatnią ćwierć XI w[9].
- wiosną 2020 rozpoczęto trwające do 2021 r. powierzchniowe poszukiwania archeologiczne prowadzone przez wolontariuszy na polu, skąd pochodził skarb z lat 30. oraz na polach leżących na północ od kościoła. W marcu tego roku odkryto kolejny skarb srebrnych monet umieszczonych w naczyniu. Zawierał on prawie 1900 denarów, prawie wyłącznie bitych przez władców piastowskich z pierwszych dekad XII w., głównie Bolesława Kędzierzawego i Władysława Wygnańca. Na ich postawie ustalono okres ukrycia skarbu na lata 60. XII w[10]. Efektem dwuletnich poszukiwań było take odkrycie rozproszonych na polach  blisko 150 monet z okresu X - XII w. bitych w Polsce, krajach sąsiednich, ale też w odległych regionach - krajach arabskich i w Anglii. Ponadto znaleziono wówczas pochodzące z X - XII w. liczne metalowe ozdoby, kilkadziesiąt odważników różnego typu oraz fragmenty broni i jedną pieczęć z ołowiu z napisem łacińskim, z którego wynika, że wystawił ją książę Bolesław (Krzywousty lub Kędzierzawy)[11].
- jesienią 2021 prace wykopaliskowe rozpoczęli archeolodzy, eksplorując miejsca, gdzie badania powierzchniowe z 2020-2021 ujawniły większe nagromadzenia monet wczesnośredniowiecznych. Znaleziono m.in. monety niemieckie i angielskie z przełomu X/XI w. i tego samego wieku kawałki srebrnych ozdób. Zinterpretowano część z nich jako wtórnie rozproszoną zawartość nowego skarbu, zdeponowanego na początku XI w. Ponadto udokumentowano pozostałość obiektu mieszkalnego z XI w[12].